# Турша (селище)
Турша́ (рос. Турша, марій. Туршо) — селище у складі Медведевського району Марій Ел, Росія. Входить до складу Люльпанського сільського поселення.

## Населення
Населення — 9 осіб (2010; 11 у 2002).
Національний склад (станом на 2002 рік):
- росіяни — 73 %
- лучні марійці — 27 %